# Heterachthes fraterculus
Heterachthes fraterculus là một loài bọ cánh cứng trong họ Cerambycidae.